# Каррозио
Каррозио (итал. Carrosio) — коммуна в Италии, располагается в регионе Пьемонт, в провинции Алессандрия.
Население составляет 481 человек (2008 г.), плотность населения составляет 66 чел./км². Занимает площадь 7 км². Почтовый индекс — 15060. Телефонный код — 0143.
В коммуне особо почитаем Святой Крест Господень, празднование 14 сентября.

## Демография
Динамика населения:

## Администрация коммуны
- Официальный сайт: